# Thierry Culliford
Thierry Culliford (Ukkel, 29 december 1955) is een Belgisch scenarist van stripverhalen.
Thierry Culliford is de zoon van Pierre Culliford - bekend als Peyo, de bedenker van onder andere de Smurfen - en diens vrouw Nine, inkleurster van de stripreeksen van haar man. Hij begon zijn carrière met het schrijven van verhalen voor de stripreeks German en wij... van Frederic Jannin die werd gepubliceerd in Le Trombone illustré in 1977.
Sinds 1983 werkt hij mee aan de productie van de strips van zijn vader, met name de avonturen van de Smurfen.
Sinds de dood van Peyo (24 december 1992) verzekert Thierry Culliford de continuïteit van het hele werk van zijn vader, als coauteur en coördinator van de grafische uitvoering van de strips van de Smurfen. Hij herlanceert ook de series Johan en Pirrewiet (in samenwerking met Yvan Delporte) en Steven Sterk, reeksen die al jaren stillagen.
Hij was daarnaast lid van het muziekgroepje The Bowling Balls samen met Frédéric Jannin, Bert Bertrand en Christian Lanckvrind.
- Bibsys: 7063649
- Biblioteca Nacional de España: XX4751180
- Bibliothèque nationale de France: cb12599253g (data)
- Gemeinsame Normdatei: 1179219546
- International Standard Name Identifier: 0000 0001 1584 2305
- Library of Congress Control Number: nb2012018893
- Nationale Bibliotheek van Tsjechië: mzk2003169523
- Nederlandse Thesaurus van Auteursnamen: 070229767
- Système universitaire de documentation: 117192724
- Virtual International Authority File: 130353